# Cathay Landmark
Pour les articles homonymes, voir Cathay (homonymie).
Le Cathay Landmark est un gratte-ciel de 212 mètres construit en 2014 à Taipei à Taïwan. 